# 税务居民
税务居民，指在某一国家负有纳税义务的个人或企业。一般而言，企业会因其注册地在某国领域内，而具有该国税务居民身份。而个人则会因为其与该国的联系（如在该国通常居住、居住超过一定时限、在该国就业等）而具有税务居民身份。不同国家在这方面的规定一般不同。